# Viero Vignoli
Viero Vignoli (Roma, 23 settembre 1965) è un allenatore di calcio ed ex calciatore italiano, di ruolo difensore.

## Carriera

### Giocatore
Cresce nella Roma dove rimane fino al 1984, collezionando qualche presenza in panchina, ma senza mai debuttare in Serie A. Nel 1983, con la squadra Primavera dei giallorossi, vince il Torneo di Viareggio.
In seguito passa per un anno alla Reggiana in Serie C1 e poi al Cagliari per due stagioni di Serie B.
Nel 1987 si trasferisce al Latina dove milita per due anni in Serie C2, prima di passare per un anno alla Carrarese in Serie C1. Nel 1990 torna a giocare in Serie B con la maglia dell'Avellino, restandovi per un anno, nel quale segna il suo unico gol fra i professionisti.
Nel 1991 viene ceduto al Modena dove gioca due anni nel campionato cadetto ed uno in Serie C1.
In carriera ha totalizzato 83 presenze (ed una rete) in Serie B.

### Allenatore
Allena squadre dilettantistiche laziali tra cui l'Alba Romae consegue il patentino di allenatore di Calcio a 5.

## Palmarès

### Giocatore

#### Competizioni giovanili
- Torneo di Viareggio: 1

Roma: 1983